# フェイスニングで表情豊かに印象アップ 大人のDS顔トレーニング
『フェイスニングで表情豊かに印象アップ 大人のDS顔トレーニング』（フェイスニングでひょうじょうゆたかにいんしょうアップ おとなのディーエスかおトレーニング）は、2007年8月2日に任天堂が発売したニンテンドーDS用ソフトである。愛称「DS顔トレ」。
「フェイスニングスキャン」（顔認識カメラ）とDS本体を縦向きに固定する「DS用スタンド」が同梱されている。なお、ニンテンドーDSi、ニンテンドー3DSでは「フェイスニングスキャン」を装着できないため使用できない。

## 概要
ニンテンドーDSで表情豊かに印象アップ顔の筋肉をバランスよく鍛え、人間本来の力を引き出すのが「フェイスニング」。
画面に出るお手本の映像を見ながら、音声に従ってゆっくり顔を動かし、フェイスニングしていくソフト。
表情筋&美容研究家の犬童文子が本ソフトのフェイスニングを監修している。

## 顔トレミニ
『今日からはじめるフェイスニング 顔トレミニ』（きょうからはじめるフェイスニング かおトレミニ）は、2009年9月9日に任天堂が配信したニンテンドーDSiウェア。『DS顔トレ』に収録されているフェイスニングを以下の5コースに分売したものである。
1. すっきり小顔コース
2. ステキな笑顔コース
3. 若々しい顔コース
4. 目と口の健康コース
5. 顔のリフレッシュコース

本体内側の内蔵カメラ機能を使用することでニンテンドーDSi、ニンテンドー3DSでプレイ可能となった。また、カメラ位置が変わったこともあり、『DS顔トレ』とは画面レイアウトが変更され、本体は通常の向きで使用する。